# Andrea Thopia
Andrea Thopia (... – dopo il 1479) è stato un nobile e rivoluzionario albanese del XV secolo, i cui domini comprendevano il territorio di Scuria (tra Durazzo e quella che sarebbe poi diventata l'odierna Tirana).
Era un membro della famiglia Thopia e uno dei fondatori della Lega di Alessio.

## Famiglia
Andrea Thopia era il nipote di Carlo Thopia. Aveva due figli Carlo Muzaka e Komnin. Era figlio di Nikete Topia che morì nel 1414/1415.

## Rivolta del 1432-1436
Dopo la Battaglia dei Campi Sauriani nel 1385 la regione dell'Albania passò sotto una forte influenza ottomana e gradualmente la maggior parte del suo territorio fu annessa all'Impero ottomano all'interno di un'unità amministrativa separata: il Sangiaccato di Albania. Andrea si ribellò contro il dominio ottomano nel 1432 e sconfisse una piccola unità militare ottomana nelle montagne dell'Albania centrale. La sua vittoria ispirò altri capi in Albania, in particolare Giorgio Arianiti, a ribellarsi agli ottomani.

## Lega di Alessio
Insieme al nipote (Tanush Thopia) Andrea partecipò alla fondazione della Lega di Alessio (un'alleanza militare del 1444 guidata da SCanderbeg). I membri includevano Lekë Zaharia, Pietro Spani, Lekë Dushmani, Andrea Thopia, Giorgio Arianiti, Teodoro Musachi, Stefan Crnojević e i loro sudditi. Il suo titolo era Signore di Scuria (vicino Durazzo).
Secondo Giovanni Musachi, Andrea Thopia fu tra i membri della lega che sopravvisse alla caduta di Scutari in mano ottomana nel 1479.

## Nella letteratura
Girolamo de Rada, scrittore italiano di letteratura italo-albanese, dedicò la sua opera del 1839 Canti storici albanesi di Serafina Thopia, moglie del principe Nicola Ducagino all'amore inappagato di Serafina Topia e Bosdare Stresa (una storia albanese alla Romeo e Giulietta). Serafina, che in questo canto era figlia di Andrea Topia, sacrificò il suo amore a Bosdare e sposò Nicola Ducagino per aiutare a unire l'Albania meridionale e settentrionale per combattere gli ottomani.